# Сунтталъя
Сунтталъя (устар. Сунт-Тал-Я) — река в Советском районе Ханты-Мансийского автономного округа. Устье реки находится в 45 км от устья реки Воръя по левому берегу. Длина реки составляет 17 км.

## Данные водного реестра
По данным государственного водного реестра России относится к Нижнеобскому бассейновому округу, водохозяйственный участок реки — Северная Сосьва, речной подбассейн реки — Северная Сосьва. Речной бассейн реки — (Нижняя) Обь от впадения Иртыша.
Код объекта в государственном водном реестре — 15020200112115300024611.